# Diego Forlán
Diego Martín Forlán Corazo (født 19. maj 1979 i Montevideo, Uruguay) er en tidligere professionel fodboldspiller fra Uruguay.
Han blev født ind i en familie af fodboldspillere. Hans far Pablo Forlán har spillet for Uruguay i VM i fodbold 1966, da det blev holdt i England og i VM i fodbold 1974, da det blev holdt i Vesttyskland og hans bedstefar Juan Carlos Corazo spillede for Independiente i Argentina. Han har to statsborgerskaber – uruguayansk og spansk